# Alfons VI. Kastilský
Alfons VI. Kastilský (červen 1040 – 30. června 1109, Toledo) byl král Kastilie z dynastie navarrské, syn kastilského krále Ferdinanda I.

## Život
Podle Historia silense se nejstarší dítě Ferdinanda I. a Sanchy, dcera Urraca, narodilo, když její rodiče byli ještě kastilským hrabětem a hraběnkou, takže její narození by se dalo umístit do let 1033–34. Druhé dítě a nejstarší syn Sancho se musel narodit v druhé polovině roku 1038 nebo v roce 1039. Třetí dítě a druhá dcera Elvíra se mohla narodit v letech 1039–40, následoval Alfons v letech 1040–41 a nakonec nejmladší ze sourozenců, García, někdy mezi rokem 1041 a 24. dubnem 1043, což je datum, kdy se král Ferdinand I. v daru pro opatství San Andrés de Espinareda zmiňuje o svých pěti dětech. Všichni kromě Elvíry podepsali 26. dubna 1046 dokument v klášteře San Juan Bautista de Corias.
Jeho prarodiči z otcovy strany byli král Sancho Garcés III. z Pamplony a jeho manželka Muniadona Kastilská a jeho prarodiči z matčiny strany byli Alfons V. Leónský (po kterém byl pravděpodobně pojmenován) a jeho první manželka Elvíra Menéndez.
Jako druhorozený královský syn Alfons získal království leónské a byl vazalem toledského emíra. Roku 1072 v boji získal Kastilii a o rok později i dědictví po bratrovi Garcíovi Galicii a hrabství portugalské.
Roku 1085 získal Toledo, aniž by způsobil krveprolití, všem ponechal výsady a privilegia, prohlásil se za „krále dvojí víry“ a dále podporoval toto město coby centrum vzdělanosti a učenosti, o něž se zasloužili již předchozí arabští vládcové. Význam a sláva Toledské překladatelské školy spočívaly především v překladech spisů arabských učenců a vědců, či v arabštině dochovaných pojednání antických vzdělanců do latiny, a jejich rozšíření do Západní Evropy. Překlady vzniklé na Iberském poloostrově v tomto období se staly základem některých pozdějších evropských věd. Jednalo se například o díla Ibn Síny Avicenny či Klaudia Ptolemaia.
Alfons VI. neměl přeživšího mužského potomka, a tak nabídl ruku své dcery, dědičky Urracy burgundskému hraběti Raimundovi. Zeť společně s Urracou získal Galicii, hrabství Portugal a Coimbru. Roku 1096 se Raimund o územní zisk musel podělit s novým švagrem Jindřichem Burgundským, manželem nemanželské královy dcery Terezy, který získal Portugal a Coimbru.
Po smrti Alfonse VI. korunu kastilskou a leónskou získala Urraca. Jindřich Burgundský společně s Terezou se pokoušeli rozšířit Portugalsko, což se nakonec po mnoha letech podařilo, a během postupné reconquisty se jejich syn Alfons Jindřich stal prvním portugalským králem pravděpodobně v roce 1139.

## Vývod z předků
|                      |                                    |  |                    |                                 |  |  |  |  |  |  |  | Sancho II. z Pamplony |
|                      |                                    |  |                    |                                 |  |  |  |  |  |  |  |                       |
|                      | García Sánchez II. z Pamplony      |  |                    |                                 |  |  |  |  |  |  |  |                       |
|                      |                                    |  |                    |                                 |  |  |  |  |  |  |  |                       |
|                      |                                    |  |                    | Urraca Fernándezová             |  |  |  |  |  |  |  |                       |
|                      |                                    |  |                    |                                 |  |  |  |  |  |  |  |                       |
|                      | Sancho III. Navarrský              |  |                    |                                 |  |  |  |  |  |  |  |                       |
|                      |                                    |  |                    |                                 |  |  |  |  |  |  |  |                       |
|                      |                                    |  |                    | Fernando Bermúdez               |  |  |  |  |  |  |  |                       |
|                      |                                    |  |                    |                                 |  |  |  |  |  |  |  |                       |
|                      | Jimena Fernándezová                |  |                    |                                 |  |  |  |  |  |  |  |                       |
|                      |                                    |  |                    |                                 |  |  |  |  |  |  |  |                       |
|                      |                                    |  |                    | Elvíra Díazová                  |  |  |  |  |  |  |  |                       |
|                      |                                    |  |                    |                                 |  |  |  |  |  |  |  |                       |
|                      | Ferdinand I. Leónský a Kastilský   |  |                    |                                 |  |  |  |  |  |  |  |                       |
|                      |                                    |  |                    |                                 |  |  |  |  |  |  |  |                       |
|                      |                                    |  |                    | García Fernández Kastilský      |  |  |  |  |  |  |  |                       |
|                      |                                    |  |                    |                                 |  |  |  |  |  |  |  |                       |
|                      | Sancho García Kastilský            |  |                    |                                 |  |  |  |  |  |  |  |                       |
|                      |                                    |  |                    |                                 |  |  |  |  |  |  |  |                       |
|                      |                                    |  |                    | Ava z Ribagorzy                 |  |  |  |  |  |  |  |                       |
|                      |                                    |  |                    |                                 |  |  |  |  |  |  |  |                       |
|                      | Mayor Kastilská                    |  |                    |                                 |  |  |  |  |  |  |  |                       |
|                      |                                    |  |                    |                                 |  |  |  |  |  |  |  |                       |
|                      |                                    |  |                    | Gómez Díaz                      |  |  |  |  |  |  |  |                       |
|                      |                                    |  |                    |                                 |  |  |  |  |  |  |  |                       |
|                      | Urraca Gómez                       |  |                    |                                 |  |  |  |  |  |  |  |                       |
|                      |                                    |  |                    |                                 |  |  |  |  |  |  |  |                       |
|                      |                                    |  |                    | Muniadona Fernández de Castilla |  |  |  |  |  |  |  |                       |
|                      |                                    |  |                    |                                 |  |  |  |  |  |  |  |                       |
| Alfons VI. Kastilský |                                    |  |                    |                                 |  |  |  |  |  |  |  |                       |
|                      |                                    |  |                    |                                 |  |  |  |  |  |  |  |                       |
|                      |                                    |  | Ordoño IV. Leónský |                                 |  |  |  |  |  |  |  |                       |
|                      |                                    |  |                    |                                 |  |  |  |  |  |  |  |                       |
|                      | Bermudo II. Leónský                |  |                    |                                 |  |  |  |  |  |  |  |                       |
|                      |                                    |  |                    |                                 |  |  |  |  |  |  |  |                       |
|                      |                                    |  |                    | Urraca Fernándezová             |  |  |  |  |  |  |  |                       |
|                      |                                    |  |                    |                                 |  |  |  |  |  |  |  |                       |
|                      | Alfons V. Leónský                  |  |                    |                                 |  |  |  |  |  |  |  |                       |
|                      |                                    |  |                    |                                 |  |  |  |  |  |  |  |                       |
|                      |                                    |  |                    | García Fernández Kastilský      |  |  |  |  |  |  |  |                       |
|                      |                                    |  |                    |                                 |  |  |  |  |  |  |  |                       |
|                      | Elvíra Kastilská, královna leónská |  |                    |                                 |  |  |  |  |  |  |  |                       |
|                      |                                    |  |                    |                                 |  |  |  |  |  |  |  |                       |
|                      |                                    |  |                    | Ava z Ribagorzy                 |  |  |  |  |  |  |  |                       |
|                      |                                    |  |                    |                                 |  |  |  |  |  |  |  |                       |
|                      | Sancha Leónská                     |  |                    |                                 |  |  |  |  |  |  |  |                       |
|                      |                                    |  |                    |                                 |  |  |  |  |  |  |  |                       |
|                      |                                    |  |                    | Gonzalo Menéndez                |  |  |  |  |  |  |  |                       |
|                      |                                    |  |                    |                                 |  |  |  |  |  |  |  |                       |
|                      | Mendo Gonçalves                    |  |                    |                                 |  |  |  |  |  |  |  |                       |
|                      |                                    |  |                    |                                 |  |  |  |  |  |  |  |                       |
|                      |                                    |  |                    | Ilduara Pelaezová de Deza       |  |  |  |  |  |  |  |                       |
|                      |                                    |  |                    |                                 |  |  |  |  |  |  |  |                       |
|                      | Elvíra Menéndez                    |  |                    |                                 |  |  |  |  |  |  |  |                       |
|                      |                                    |  |                    |                                 |  |  |  |  |  |  |  |                       |
|                      |                                    |  |                    | Munio Froilaz de Coimbra        |  |  |  |  |  |  |  |                       |
|                      |                                    |  |                    |                                 |  |  |  |  |  |  |  |                       |
|                      | Tutadonna Moniz z Coimbry          |  |                    |                                 |  |  |  |  |  |  |  |                       |
|                      |                                    |  |                    |                                 |  |  |  |  |  |  |  |                       |
|                      |                                    |  |                    |                                 |  |  |  |  |  |  |  |                       |
|                      |                                    |  |                    |                                 |  |  |  |  |  |  |  |                       |